# Jerry Yang
Jerry Chih-Yuan Yang (chiń. 楊致遠; pinyin Yáng Zhìyuǎn; ur. 6 listopada 1968 w Tajpej) – amerykański inżynier tajwańskiego pochodzenia, współtwórca (z Davidem Filo) portalu Yahoo! i jego były dyrektor do 2012 r.

## Wczesne lata
Urodzony na Tajwanie. W 1978 r. przeniósł się do Kalifornii ze swoją mamą i bratem. Jego ojciec zmarł, kiedy Jerry Yang miał dwa lata. Ukończył studia z zakresu inżynierii elektrycznej na uniwersytecie Stanforda, gdzie został członkiem bractwa Phi Kappa Psi.

## Kariera
Po ukończeniu studiów, w kwietniu 1994, wraz z Davidem Filo założył portal nazwany Jerry’s Guide to the World Wide Web. Potem nazwę zmieniono na Yahoo!. Stał się on bardzo popularny, Yang i Filo w kwietniu 1995 utworzyli Yahoo! Inc.

## Życie prywatne
Yang poślubił Akiko Yamazaki w Kostaryce.
Majątek Yanga w postaci akcji portalu był wart w 1999 r. 9 mld USD.